# Casamentos reais da Suécia
Esta página é sobre os casamentos Reais da Família real sueca a partir do ano 1800. 

## Jean-Baptiste Bernadotte (posterior rei Carlos XIV João) e Desidéria Clary

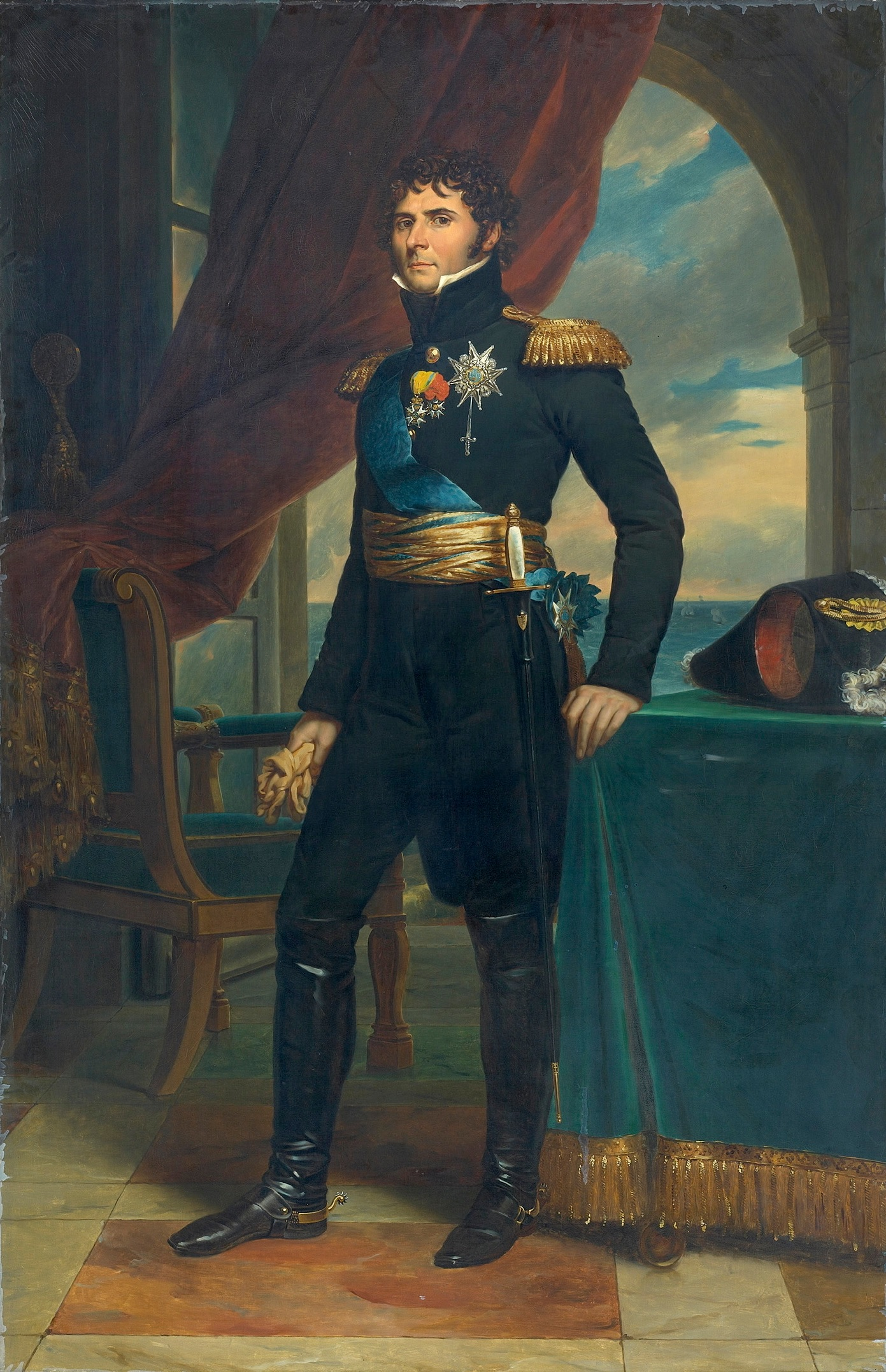
O Rei Carlos XIV da Suécia.
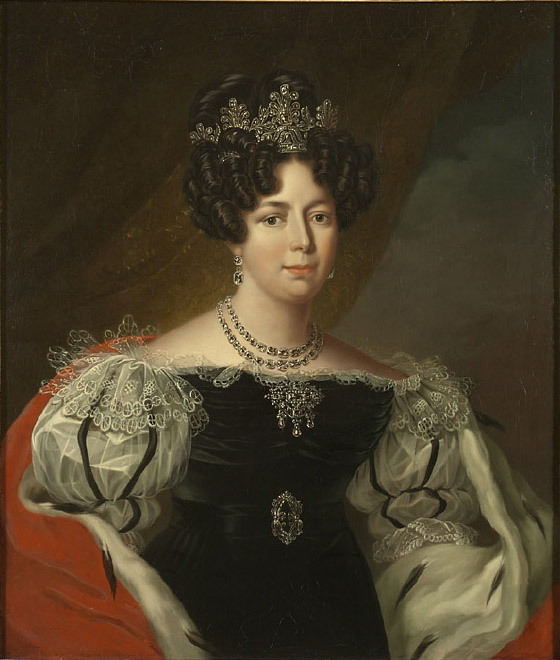
A Rainha Desidéria em 1822.

A Casa Real da Suécia é a Casa de Bernadotte, originária da província francesa de Béarn e pertencente à classe média do século XVIII. O primeiro casamento da Família Real sueca foi o de Jean-Baptiste Bernadotte, posteriormente Carlos XIV João da Suécia. Nascido em Pau em 1763 e filho de um advogado, se alistou nas forças armadas aos 17 anos e foi sargento maior nas véperas da revolução, coronel em 1792 e general da divisão em 1794. Uniu-se a Napoleão Bonaparte na Itália e foi embaixador na Áustria em 1798. 
Jean-Baptiste Bernadotte casou-se por o civil em 1798 em Sceaux, nos arredores de Paris, com Desidéria Clary (1777-1860), filha mais nova do comerciante de Marsella, François Clary e irmã da esposa de José Bonaparte, Julie. Desidéria esteve prometida a Napoleão, que mais tarde se converteria em padrinho do único filho de Jean-Baptiste Bernadotte e Desidéria, Óscar (futuro rei Óscar I), nascido em 1799. 
Jean-Baptiste Bernadotte foi nomeado sucessor ao trono da Suécia em 1810, o que mudou a sua vida num instante. No ano seguinte, a 6 de Janeiro de 1811, Desidéria Clary chegava a Estocolmo pela primeira vez como a nova Princesa herdeira da Suécia. Ela tratou de adaptar-se à vida no país e à vida na corte no Palácio Real, regressou a França seis meses depois, a 4 de Junho de 1811, e nunca conseguiu aprender o idioma sueco. Tiveram que passar 12 anos para que volta-se à Suécia como rainha Desidéria para assistir ao casamento do seu filho, Óscar, em junho de 1823. 
Jean-Baptiste Bernadotte foi proclamado rei da Suécia e da Noruega em 1818. Conhecido como Carlos XIV João, reinou até ao final dos seus dias com inteligência e cheio das suas ideias revolucionárias da sua juventude. A rainha Desidéria foi coroada na Catedral de Estocolmo a 21 de agosto de 1829 e faleceu em 1860 de um ataque de coração.

## Príncipe Óscar (posterior rei Óscar I) e Josefina de Beauharnais

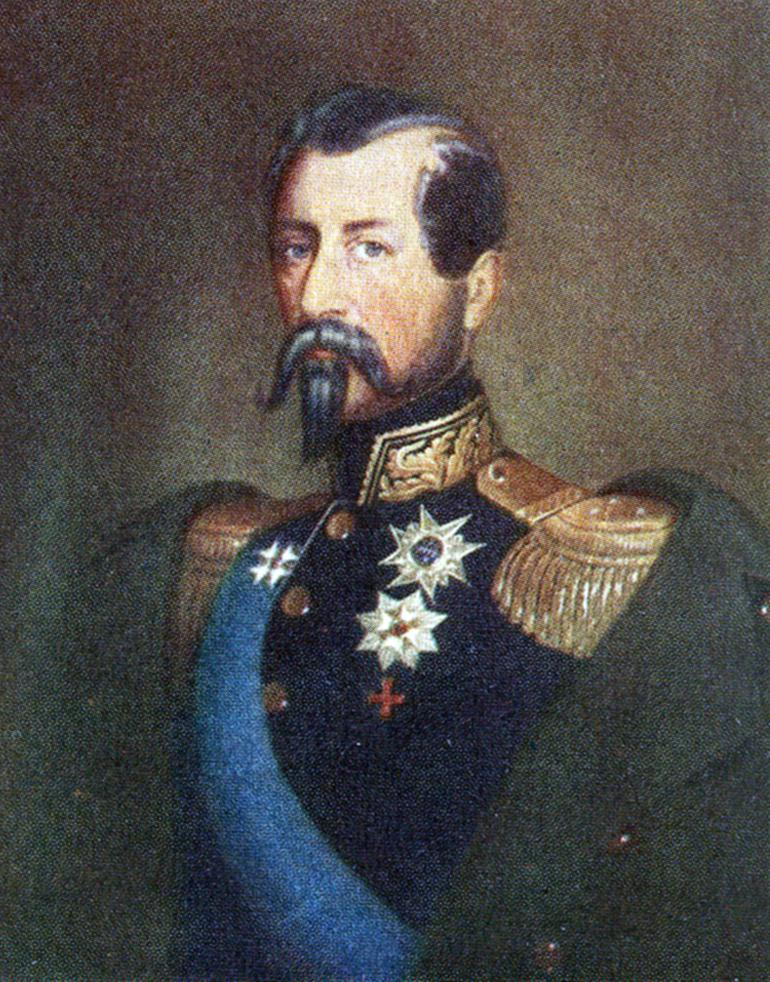
O Rei Óscar I da Suécia.
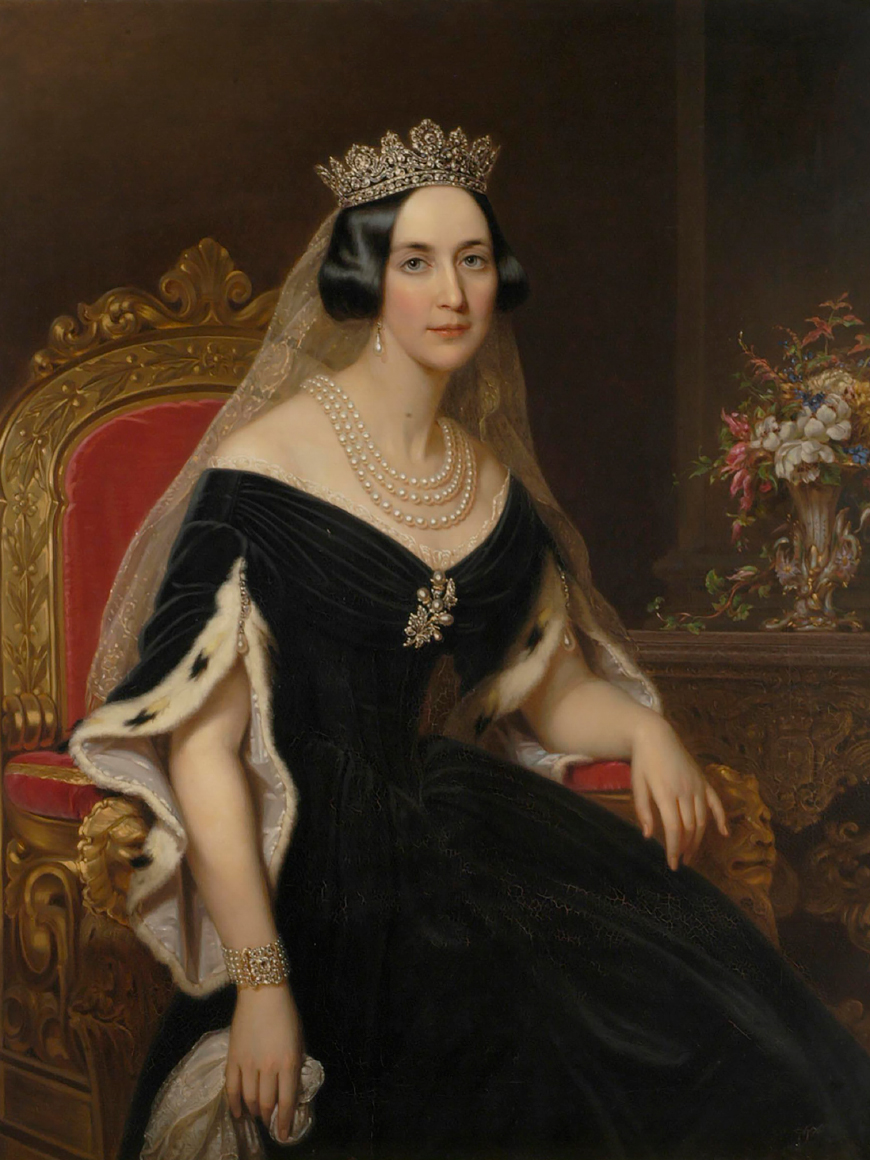
A Rainha Josefina da Suécia

O casamento católico entre o príncipe Óscar (1799-1859) e Josefina de Leuchtenberg (1807-1876), filha de Eugenio de Beauharnais, duque de Leuchtenberg, e da princesa Augusta de Baviera, teve lugar em Eichstädt a 22 de maio de 1823. O pai da noiva, o vice-rei de Itália, Eugenio de Beauharnais, caminhou com ela até ao altar da capela real até que um dos tios da noiva representou o noivo (um procedimento muito comum na época entre os monarcas e nobres europeus). 
O casamento protestante teve lugar a 19 de junho na Catedral de Estocolmo. Nesse dia, os habitantes da cidade saíram das suas casas para ver o cortejo nupcial até ao Palácio Real, a noiva, que vestia um simples vestido de seda de prata, sapatos com fivelas de diamantes que foram herança da imperatriz da Áustria e um colar de diamantes oferta dos seus pais. O véu, um laço veneziano, foi uma oferta da Rainha da Baviera. 
Josefina de Leuchtenberg fez uma breve paragem em Norrtull, onde foi recebida por o Governador de Estocolmo. Na sua chegada ao Palácio a esperava na Porta Oeste o seu futuro marido. O rei Carlos Juan e o Príncipe herdeiro, seguidos da Princesa e da rainha Desidéria, caminharam até à Catedral de Estocolmo, engalanada con dosséis de seda azul bordados com coroas de ouro. O Arcebispo conduzi-o a cerimónia, durante a sou a canção nupcial de Johan Olof Wallin e a congregação cantou os hinos Kom Helge Ande Herre God e Hela världen fröjdes Herran. 
Na sua saída da catedral, os recém casados foram aclamados por os cidadãos suecos e por os sons dos sinos da igreja. Durante um retiro nos apartamentos dos Príncipes, a jovem esposa pousou a sua coroa na presença da princesa Sofia Albertina, irmã do rei Gustavo III. O casamento se prolongou por todo o mês de Junho e celebrou-se um baile nupcial para 2000 convidados na sala de estado. 
Depois de celebrada a sua chegada à capital sueca, a nova Princesa herdeira residi-o com o príncipe Óscar no Palácio de Haga. O casal teve cinco filhos: Carlos (que reinou como Carlos XV), Gustavo, Óscar (que reinou como Óscar II), Eugenia e Carlos Augusto. Óscar I reinou na Suécia e na Noruega até à sua morte em 1859.

## Príncipe Carlos (posteriormente rei Carlos XV Luis) e Luísa dos Países Baixos

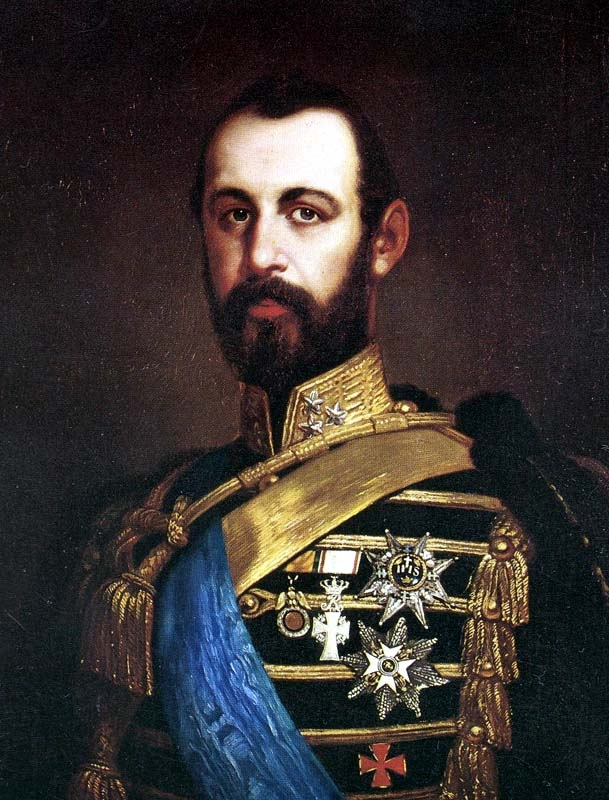
O Rei Carlos XV da Suécia.
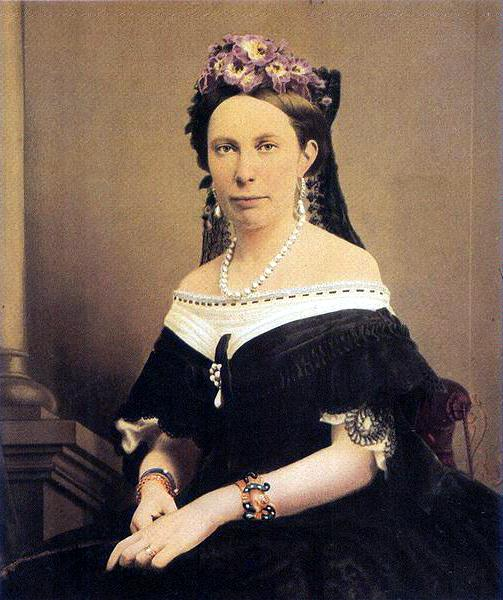
A Rainha Luisa da Suécia

A princesa Luísa dos Países Baixos (1828-1871), filha de Guilherme dos Países Baixos e de Guilhermina da Prússia, chegou a Biskopsudden em Djurgården a 15 de junho de 1850 e quatro dias depois casou-se com o príncipe herdeiro Carlos (1826-1872) na catedral de Estocolmo. 
Os cidadãos da capital sueca não eram testemunhos de um desfile matrimonial havia alguns séculos. O noivo caminhou até à catedral precedido por guardas e cortesãos e acompanhado por o rei Óscar I e o príncipe Federico dos Países Baixos, pai da noiva. A rainha Josefina e a mãe da noiva, seguidas da Rainha mãe Desidéria, escoltaram a futura esposa até ao interior da igreja. 
A noiva usou um vestido de seda com bordados de prata. A sua tiara estava decorada com ramas de mirto e o véu era de laço de Bruxelas e ao redor do pescoço levava joias que tinha trazido consigo da sua terra natal. 
O Arcebispo oficializou a cerimónia do matrimónio, que foi assistida por o Capelão chefe da Corte e os bispos de Linköping e de Västerås. Os hinos incluiram Blifve många, blifve lugna, deras oåtskiljda år. Convertidos em marido e mulher, os recém casados abandonaram a catedral ao som da música de tímpanos e trompetes e dirigiram-se para celebrar um banquete familiar nas salas do palácio da rainha Josefina. Para os restantes houve um banquete separado. 
O príncipe Carlos reinou como Carlos XV Luis desde 1859 até ao seu falecimento em 1872. Foi sucedido por o seu irmão Óscar, que reinou como Óscar II até 1907.

## Príncipe Óscar (posteriormente rei Óscar II) e Sofia de Nassau

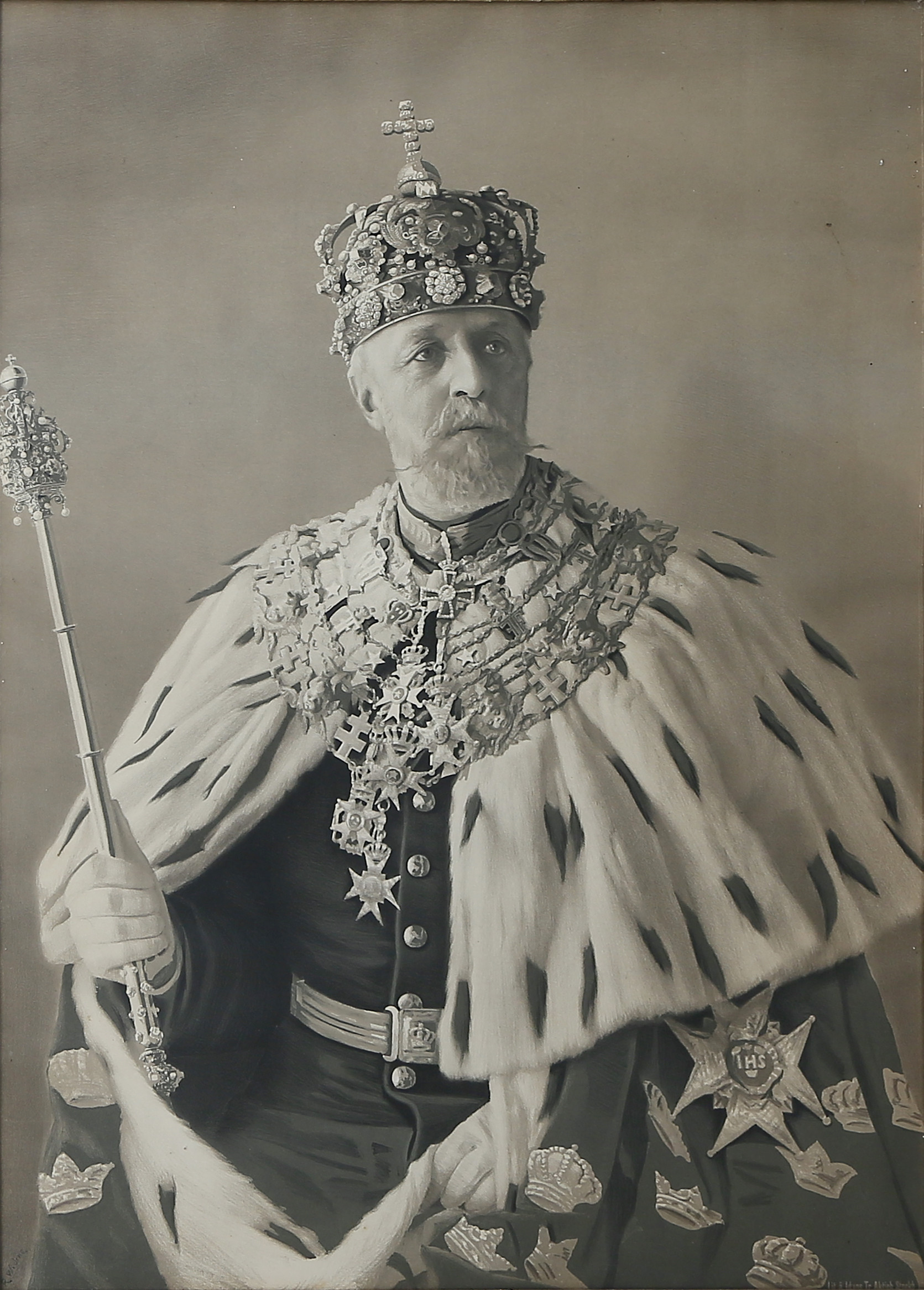
O Rei Óscar II da Suécia.
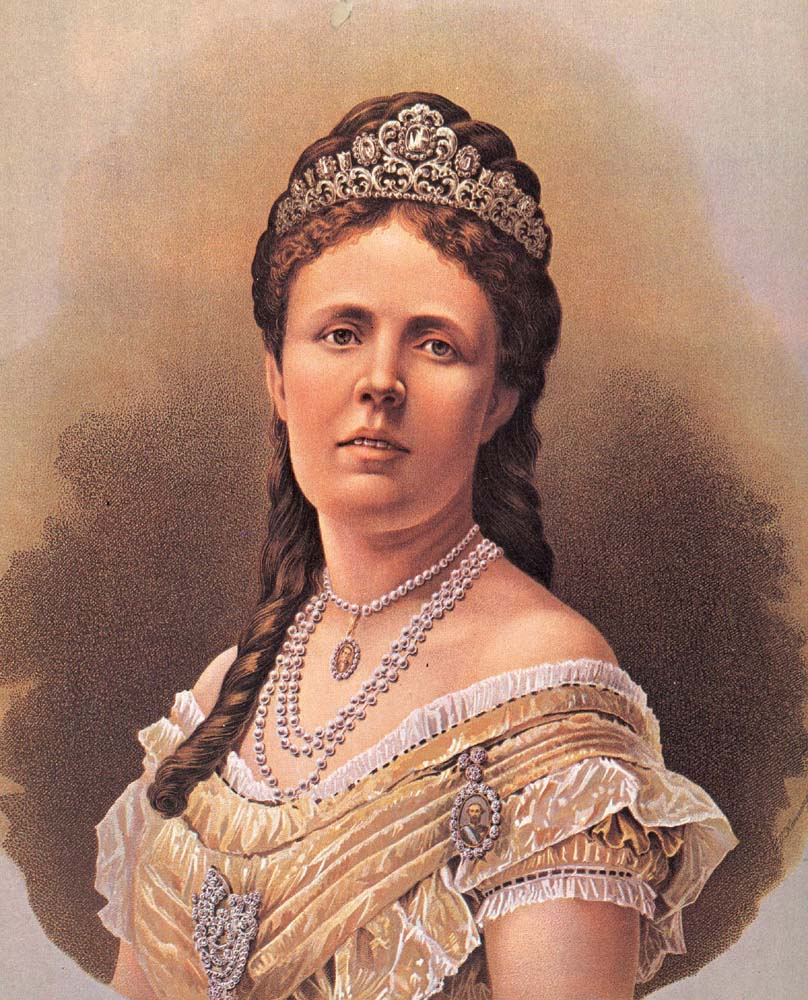
A Rainha Sofia da Suécia

Todos os Bernadotte atuais descendem do príncipe Óscar (posteriormente rei Óscar II), que se converteu em Herdeiro do trono depois da morte do seu irmão em 1854 e foi proclamado Rei de Suécia e da Noruega em 1872. Diplomático e conciliador, evitou que a separação da Noruega se converte-se num drama.
O príncipe Óscar casou-se com Sofia de Nassau, filha do Duque Guilherme de Nassau e Paulina de Württemberg, no Palácio Biebrich em 1857. O enlace celebrou-se na sala do Palácio, decorada com urnas de flores e grandes palmas de árvore. A noiva levava uma coroa de mirto com diamantes entrelaçados. Os recém casados receberam uma salva de 21 canhões e o conjunto de Biebrich alegrou com música as festividades do casamento. Os noivos foram honrados com procissões de tochas e de canto coral, e os barcos iluminaram-se no rio.
O príncipe Óscar e a princesa Sofía foram recebidos em Estocolmo no dia 19 de junho. Viajaram para Logårdstrappan a bordo do Barco Real 'Vasaorden', e a partir daí foram transportados numa carruagem puxada por cavalos até ao Palácio Real. Viveram no Palácio Real do príncipe Gustavo Adolfo Torg e tiveram quatro filhos: os príncipes Gustavo (posteriormente rei Gustavo V), Óscar, Carlos e Eugenio. Sofia se converteu em Rainha em 1872, enviuvou em 1907 e morreu em 1913.

## Príncipe Gustavo (posteriormente rei Gustavo V Adolfo) e Vitória de Baden

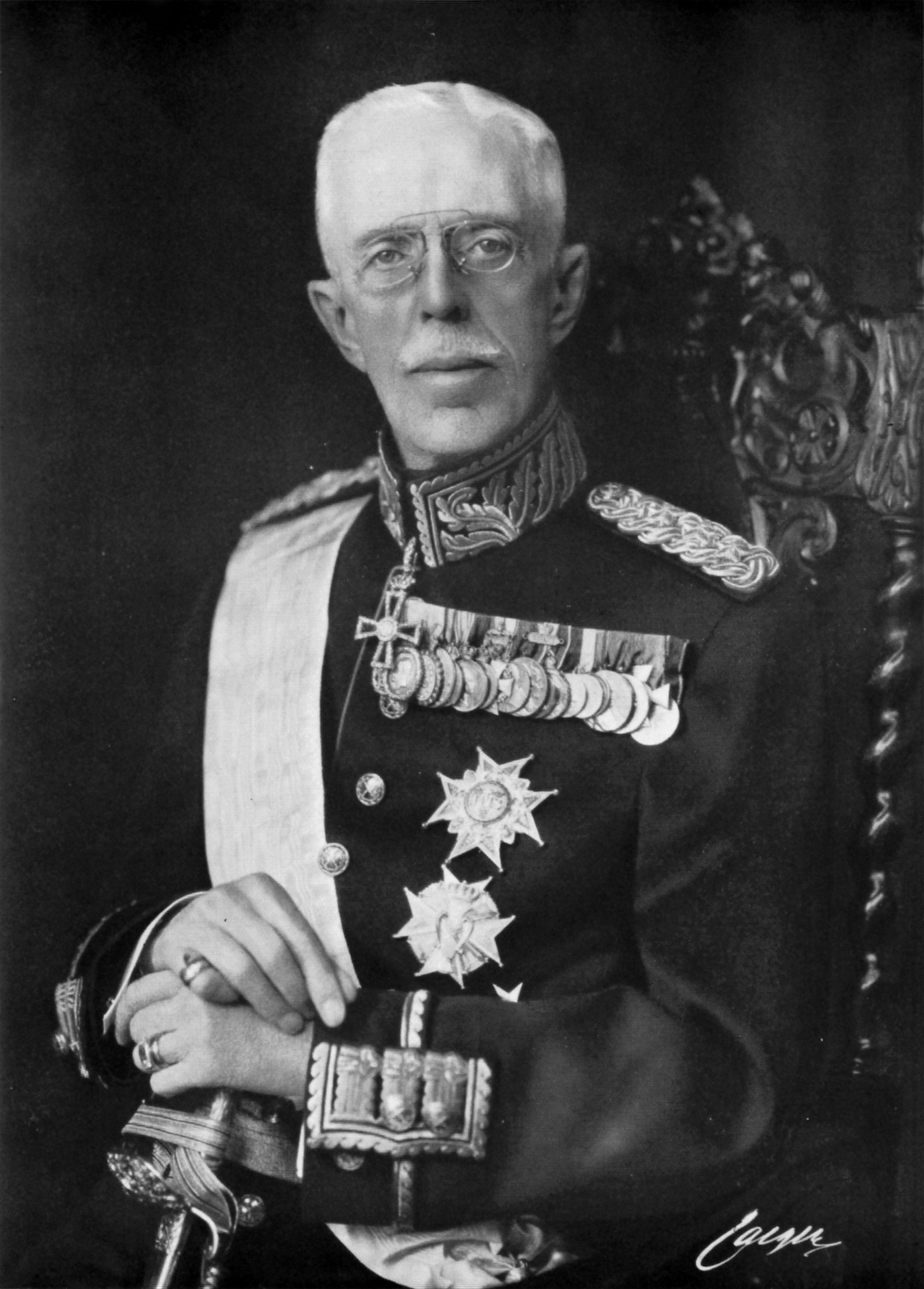
O Rei Gustavo V Adolfo da Suécia.
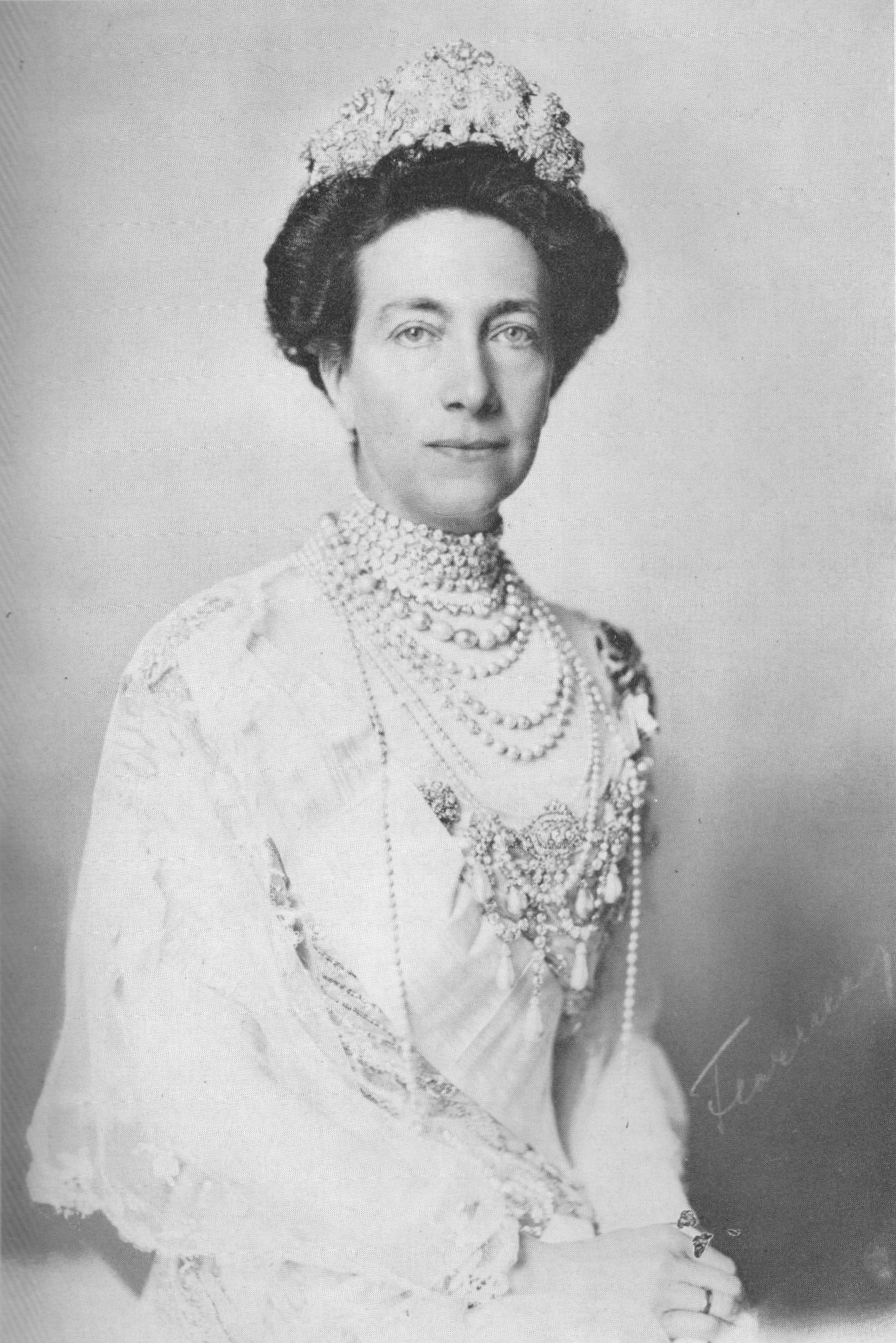
A Rainha Victória da Suécia

O compromisso da princesa Vitória de Baden (1862-1930) e do príncipe herdeiro Gustavo da Suécia e Noruega (1858-1950) foi anunciado no dia 12 de março de 1881. Conheceram-se num casamento em Berlim em fevereiro de 1881 e se enamoraram num instante. Ela era filha de Federico I, grão-duque de Baden, e da princesa Luísa de Prússia.
O seu casamento, a que assistiu toda a Família Real sueca, celebrou-se em Karlsruhe a 20 de setembro de 1881. A princesa caminhou até ao altar da capela real de braço dado com o seu avô, o kaiser Guilherme, e do seu futuro sogro, o rei Óscar II. Usou um vestido branco de seda adornado com grinaldas de flores de laranja, a flor de noiva clássica. Levava uma coroa de flores a jogo e mirto no cabelo, assim como um véu branco de cinco metros e de laço de Bruxelas.
A jovem recebeu como prenda dos seus pais um colar de 47 diamantes, uma peça que também podia ser usada como tiara, conhecida como tiara Fringe. A rainha Victória a usava frequentemente, e é tradição que seja usada por a Princesa herdeira de Suécia. A princesa herdeira Victória seguiu a tradição e usou a tiara Baden Fringe.
As damas de honor de Victoria levaram vestidos brancos decorados com grinaldas de rosas e as suas largas filas decoradas com grinaldas de mirto. O noivo ia vestido com um uniforme branco do regimento de Salva-vidas e fez a sua entrada acompanhado por a rainha Sofia e a Duquesa de Saxe-Coburg Gotha.
Os príncipes chegaram a Gothenburg na fragata Vanadis e viajaram no barco a partir de Estocolmo, que estava decorado magnificamente em sua honra. Norrbro e todas as estátuas reais brilharam com tochas de gás e chamas en forma de correntes, estrelas e Skeppsbron iluminou-se e os cidadãos de Estocolmo saudaram a Princesa da Coroa muito entusiasmados. Em Södertälje, os recém casados encontraram-se com os irmãos do Príncipe herdeiro. A última parte da sua viagem realizou-se por barco até ao Palácio de Drottningholm, onde se reuniram com a Família Real.
As festividades do casamento sucederam-se uma atrás da outra. Celebrou-se um baile de gala na grande galeria que terminou com fogos de artificio, um serviço na Capela Real, um baile no Palácio Real para 2000 convidados e uma gala na Ópera.

## Os Casamentos do rei Gustavo VI

### Primeiro casamento, com a princesa Margarida da Grã-Bretanha

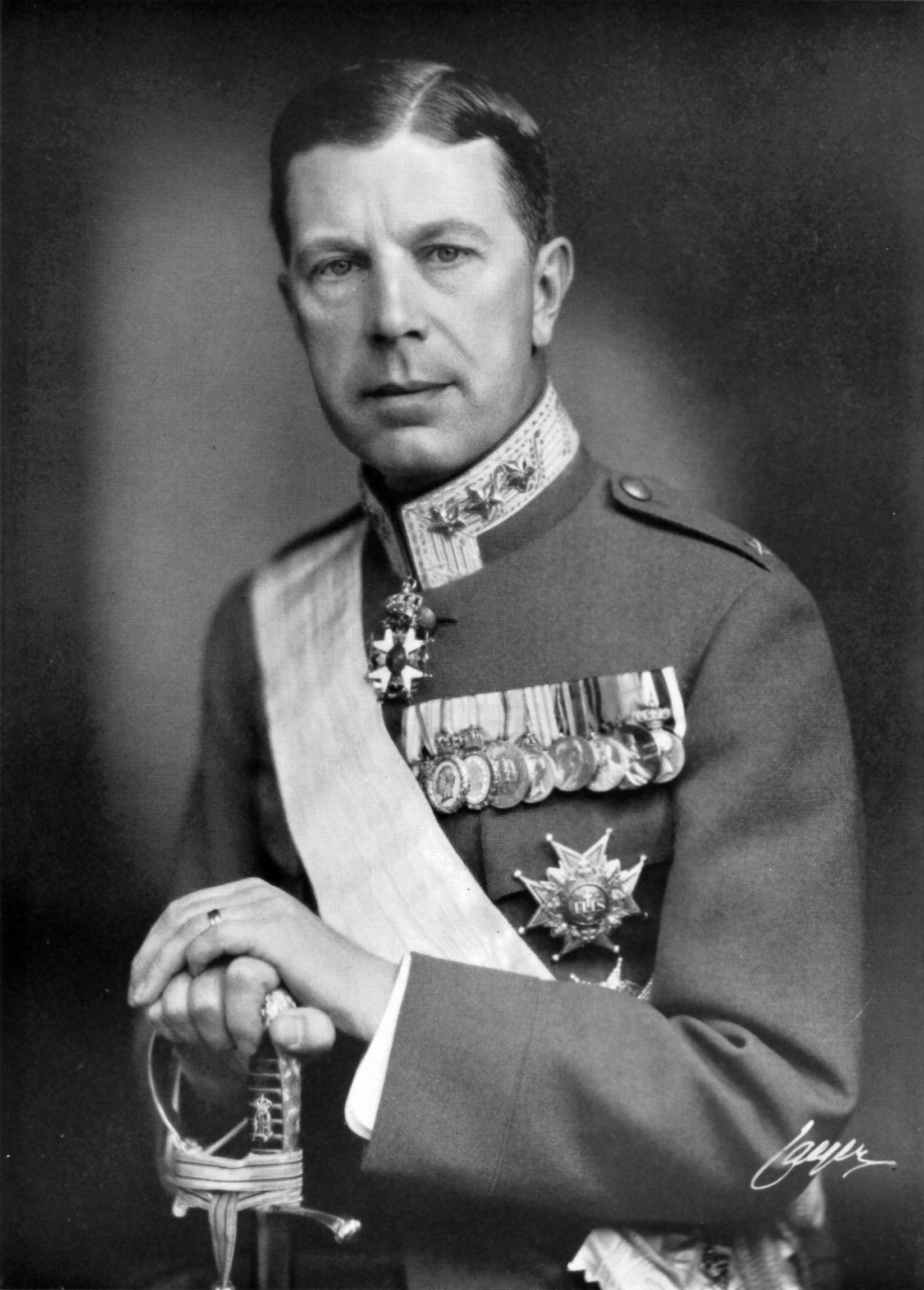
O Rei Gustavo VI da Suécia.
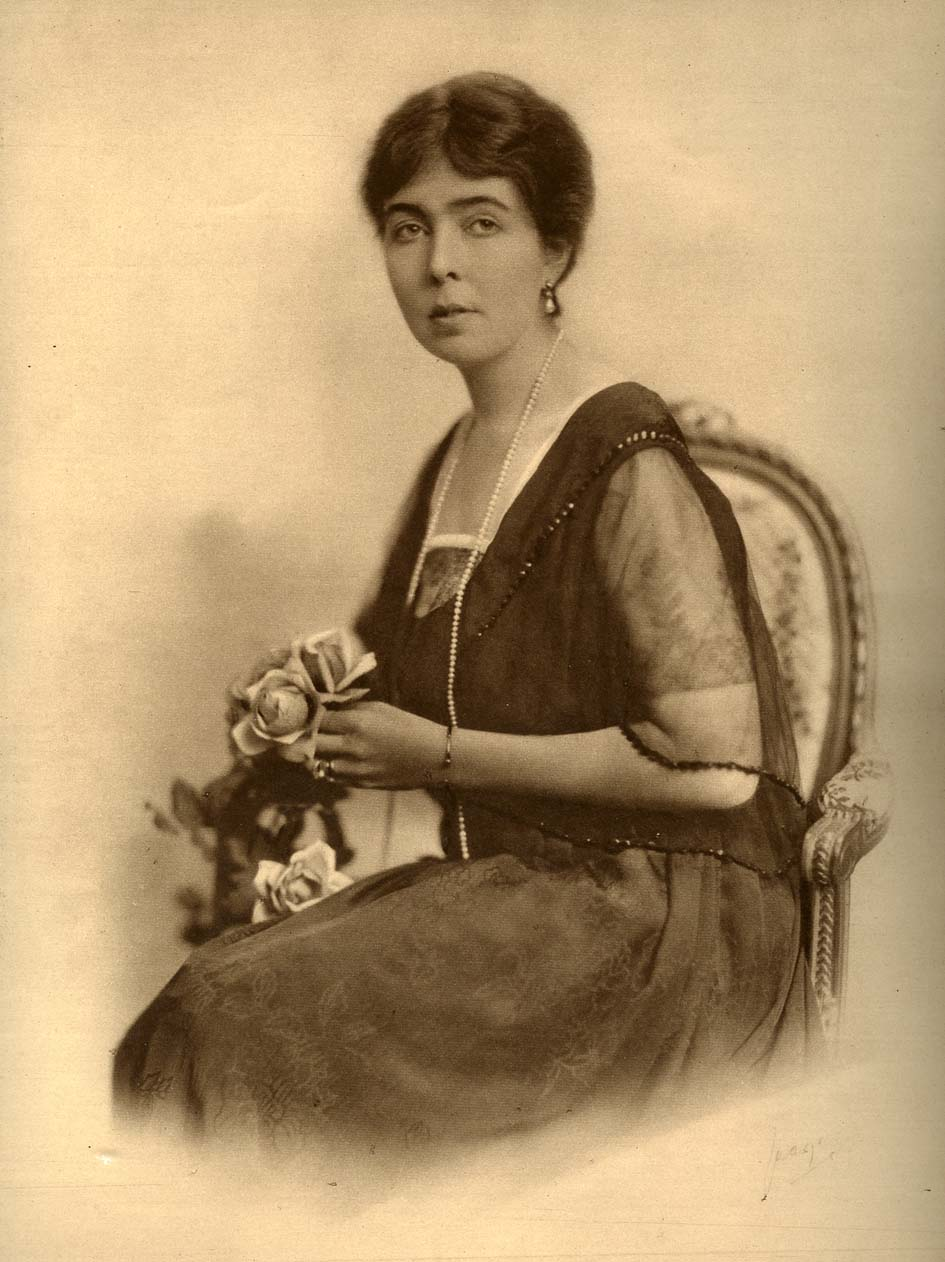
Margarida de Connaught, Princesa Herdeira da Suécia

O príncipe Gustavo Adolfo (1882-1973), filho do rei Gustavo V e Vitória de Baden, casou duas vezes e nas duas saiu um herdeiro ao trono. A 25 de fevereiro de 1905, anunciou no Cairo o seu compromisso com a princesa Margarida de Connaught (1882-1920), filha do príncipe Arturo de Grã-Bretanha e Irlanda, Duque de Connaught e Strathearn e conde de Sussex, e da Duquesa Luísa Margarida da Prússia apanhou de surpresa os cidadãos suecos. Supõe-se que tenha sido amor à primeira vista.
Os Duques realizaram um longo cruzeiro por o Mediterrâneo até ao Nilo a bordo do Essex com as suas duas filhas, Patrícia e Margarida. O príncipe Gustavo Adolfo, que tinha na altura 22 anos, encontrava-se visitando a princesa herdeira Vitória em Capri e tinha sido convidado para um baile no Cairo, organizado em honra por os visitantes ingleses. Foi aí que conheceu a Princesa, um ano mais velha que ele.
O seu casamento realizou-se a 15 de junho e, apesar dos distúrbios provocados por a dissolução daa união entre a Suécia e a Noruega, a cerimónia contou com a presença de muitos convidados reais. O enlace, oficializado por o arcebispo de Canterbury, se celebrou na Capela de São Jorge no Castelo de Windsor. O casamento real despertou um grande interesse dos cidadãos se aglomeraram nas ruas para ver a os noivos e os seus convidados a percorrer a breve distancia entre o castelo e a capela.
O príncipe esperou a noiva no altar acompanhado por o seu tio o príncipe Eugenio e o seu irmão o príncipe Guilherme. A noiva chegou acompanhada por o seu pai ao às 13h15 e seguida de quatro damas de honor: a sua irmã a princesa Patrícia, a princesa Mary de Gales, a princesa Beatriz de Saxe-Coburg Gotha e a princesa Eugenia de Battenberg.
O vestido de noiva foi realizado a partir de tela de laço branco e seda. O véu, de laço, havia sido bordado por varias mulheres irlandesas em agradecimento por os quatro anos que a família ducal viveu na Irlanda. por cima do véu usava uma grinalda de flores de cor laranja, que também adornava o corpete. A revista The Lady elogiou o bom gosto da princesa Margarida, pois atreveu-se a ir contra as tendências da época e sempre elegeu a roupa que ressaltava a sua harmoniosa figura feminina.
A cerimónia foi muito simples. A única coisa que adornava a capela eram dois jarrões de açucenas no altar e bandeiras reais de ambos os lados da sala. Um casamento menos cerimonial e tradicional do que era habitual para a corte inglesa e adaptada ao mais comedido estilo da realeza escandinava.
Os recém casados chegaram de barco a Estocolmo a 11 de dezembro vindos de Gothenburg. Viajaram a Skeppsbron a bordo do barco Vasaorden e foram recebidos por o Rei e por a Rainha no Salão Amarelo, a que se seguiu uma missa de Te Deum na Capela Real que incluiu o canto do hino Jag lyfter mina händer upp till Guds berg och hus.
No dia seguinte, o Príncipe herdeiro e a Princesa receberam mensagens de felicitação na Câmara da Ordem da Estrela Polar e por a noite teve lugar uma velada musical na sala de estado e uma cena nos Salões dos grandes banquetes. As festividades ficaram concluídas com uma gala na Ópera a 13 de dezembro.

### Segundo casamento, com Luísa Mountbatten

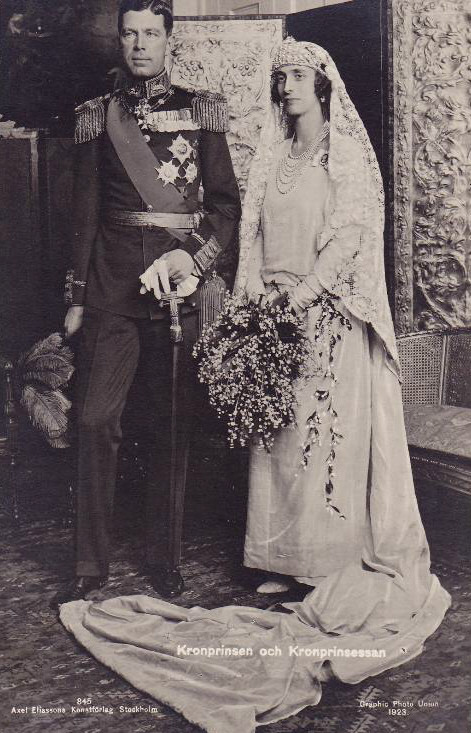
O Príncipe Gustavo Adolfo e a Lady Louise Mountbatten no dia do seu casamento.

A princesa Margarida faleceu a 1 de maio de 1920 em Estocolmo e três anos depois da sua morte, a 3 de novembro de 1923, o príncipe Gustavo Adolfo (VI) casou-se com a Lady Luísa Mountbatten (1889-1965), Princesa de Battenberg, e prima da sua primeira esposa. O seu pai, o príncipe Luis, renunciou ao seu título alemão em 1917 e ficou com o nome de Mountbatten, quando se lhe concedeu o título de Primeiro Marquês de Milford-Haven. A sua mãe, a Princesa de Hessen, era neta da rainha Vitória de Inglaterra.
O anuncio do compromisso, a 2 de julho, foi uma surpresa já que poucos conheciam Louise Mountbatten, porém houve uma grande alegria por saber-se que o Príncipe herdeiro havia encontrado uma nova companheira na sua vida.
O casamento, oficializado por o arcebispo de Canterbury, teve lugar a 3 de novembro de 1923 na Capela Real do Palácio de St. James em Londres depois do consentimento do rei Jorge, que pagou o casamento.
A Capela Real se encheu de luz e flores em presbitério – um alegre contraste com o nevoeiro de novembro do exterior. O noivo vestiu o uniforme sueco de general e o seu padrinho foi o seu irmão, o príncipe Guilherme. A noiva usou um vestido de seda branca da Índia do estilo dos anos 20 envolto na cintura e com larga cauda. Sobre um véu de laço levou uma magnífica tiara e o ramo estava composto por as suas flores favoritas, um grande monte de lírios de vale.
Os recém casados passaram a sua lua de mel em Itália e chegaram à Suécia a 11 de dezembro. A sua viagem de barco através do Mar do Norte foi muito tormentosa, o que provocou que muitos na festa do casamento adoecem-sem severamente. Um amplio comité de boas vindas, encabeçado por o Governador do Condado e a sua mulher e os notáveis da ciidade, os esperavam em Gotemburgo. Houve um almoço na residência oficial do governador, uma visita ao bispo, a um hospital infantil, a uma Sala de Concertos e, depois do concerto, um grande banquete na Bolsa de Valores.
Os recém casados subiram de noite ao barco especial a caminho de Estocolmo a meio das felicitações de uma cidade iluminada, uma procissão com tochas, presentes florais e vitórias. Na Estação Central da capital os esperavam outras cerimónias de boas vindas e os príncipes viajaram em comitiva à Porta este do Palácio Real. A rota do desfile foi decorada com luzes e bandeiras a entrada de Kungsgatan e Drottninggatan com uma coroa principesca enorme que iluminava na escuridão de dezembro.
O casal foi recebido por o rei Gustavo V e a rainha Vitória no Salão Amarelo do Palácio Real. Uma missa de Te Deum se celebrou na Capela Real.
Os príncipes foram felicitados no dia seguinte na Câmara da Ordem da Estrela Polar, a que se seguiu uma velada na Sala de Estado e uma cena nos salões de banquetes. Mantendo a tradição, foram convidados para uma gala na Ópera a 13 de dezembro que incluiu música de Wilhelm Peterson-Berger e o ballet do Lago dos Cisnes.
O príncipe Gustavo Adolfo se converteu em Rei a 29 de outubro de 1950 e durante o seu reinado a Suécia experimentou uma constante expansão económica. Teve cinco filhos do seu primer matrimónio: Gustavo Adolfo (o futuro Rei), Sigvard, Ingrid, Bertil e Carlos Jean.

## Príncipe Gustavo Adolfo, Duque da Bótnia Ocidental e a princesa Sibila de Saxe-Coburgo-Gota

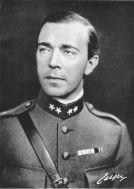
O Príncipe Gustavo Adolfo, Duque da Bótnia Ocidental
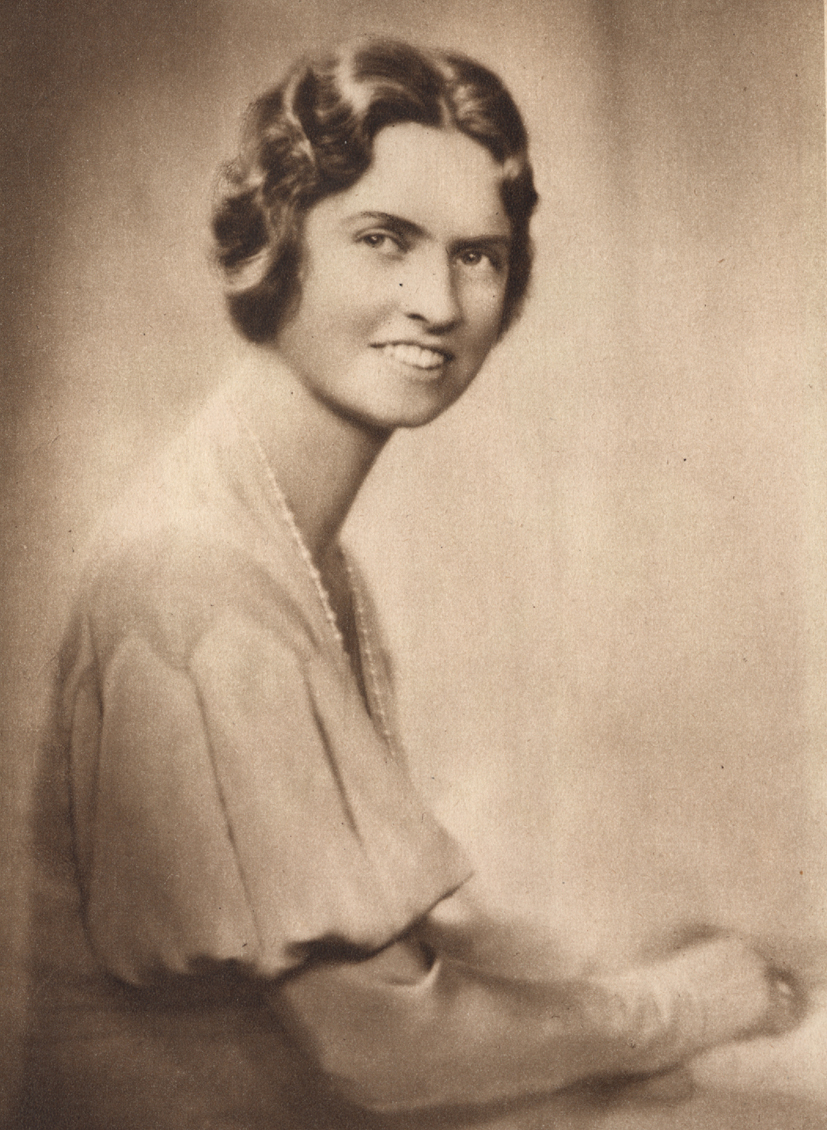
Sibila de Saxe-Coburgo-Gota

O príncipe herdeiro Gustavo Adolfo, Duque da Bótnia Ocidental (1906-1947), filho do rei Gustavo VI Adolfo e pai do atual rei Carlos XVI Gustavo, nunca chegou a reinar no país escandinavo já que perdeu a vida tragicamente num acidente de avião em Kastrup, na Dinamarca.
Casou-se com a princesa Sibila de Saxe-Coburgo-Gota (1908-1972), princesa de Grã-Bretanha e Irlanda e filha do Duque Carlos Eduardo de Saxe-Coburgo-Gota e de Vitória de Schleswig-Holstein-Sonderburg-Glücksburg, em Coburgo em 1932. A cerimónia civil teve lugar a 19 de outubro e a religiosa, um dia depois.
A noiva levou um vestido branco de seda acetinada, véu de laço de Bruxelas que havia herdado da rainha Sofia e uma coroa de flores que sustinha o véu no lugar de uma tiara. O seu ramo de noiva estava composto por um conjunto de açucenas.
Convertidos em marido e mulher, os recém casados chegaram a Estocolmo de barco desde Malmö a 25 de novembro. A viagem ao Palácio Real de Estocolmo se iniciou na Estação Central e o cortejo seguiu através de Vasagatan, Kungsgatan, Drottninggatan, Gustav Adolfs Torg, Skeppsbron e a Porta Este do Palácio Real. Depois da sua chegada, a Família Real reuniu-se na Capela Real para assistir a uma missa de Te Deum em que soaram os hinos de Jag lyfter mina händer e Nu tackar Gud, allt folk, med hjärtans fröjd och gamman.
A 26 de novembro, os príncipes receberam mensagens de felicitação por o seu enlace na Câmara da Ordem da Estrela Polar, já de noite desfrutaram de uma velada musical na Sala de Estado e uma cena nos Salões dos Banquetes Reais. No dia seguinte, acudiram a uma gala na Ópera em que o programa incluiu o primeiro acto de Lohengrin, una selección de atos do Casamento de Fígaro e o ballet Les Sylphides.
O príncipe Gustavo Adolfo e a princesa Sibila residiram no Palácio de Haga e tiveram cinco filhos: as princesas Margarida, Brigitta, Desirée e Cristina e o príncipe Carlos Gustavo, atual rei da Suécia.

## Outros Casamentos Reais

### Príncipe Bertil e Lilian Davies

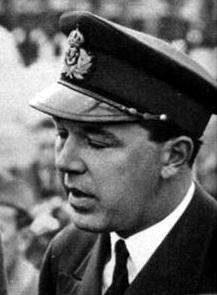
Príncipe Bertil

O Bertil, Duque da Halândia e Liliana Davies casaram-se a 7 de dezembro de 1976 na Capela do Palácio de Drottningholm. Conheceram-se em Londres durante a guerra e tiveram que esperar 33 anos para se poderem casar. Durante todo esse tempo, os dois residiram em Villa Solbacken, em Djurgården. Segundo disse o Príncipe num encontro com a imprensa sobre a sua relação e compromisso, ele e Lilian eram "os namorados mais velhos que viviam juntos”.
Por vários motivos tiveram que adiar o enlace. O primeiro e principal, a promessa que o príncipe Bertil tinha feito ao seu pai, o rei Gustavo Adolfo, de não se casar com uma plebeia divorciada - Lilian já tinha sido casada com Ivan Craig - entretanto o príncipe herdeiro Carlos Gustavo já tinha encontrado esposa. Pouco tempo depois do seu casamento e já convertido em Rei da Suécia, Carlos XVI Gustavo deu o seu consentimento para que se celebra-se o matrimonio entre o seu tio Bertil e Lilian Davies.
No dia do casamento, Lilian usou um vestido azul e um chapéu de largas plumas da mesma cor. O seu ramo de noiva foi realizado com as suas flores preferidas: lírios de vale.
O príncipe Bertil, Duque da Halândia, foi o segundo na linha de sucessão ao trono de 1947 a 1980. Nessa época, as mulheres não eram sucessoras e nenhum filho, irmão ou sobrinho de Gustavo VI Adolfo lhe pode suceder por renuncias por causa dos seus respetivos matrimônios, contrários aos estatutos da família. Durante toda a sua vida, o príncipe Bertil ajudou o seu pai e depois o seu sobrinho nas suas funções oficiais.
Bertil da Suécia morreu a 5 de junho de 1997 aos 85 anos na vila Stolback em Estocolmo. Lilian, que recebeu do Rei o título de “princesa da Suécia” faleceu no dia 10 de março de 2013 aos 97 anos, na casa que compartilhou com o príncipe Bertil em Djurgården.